# Évangélistria (Mistra)
L'Évangélistria, en grec Ναός Ευαγγελιστρίας, est une église de la ville médiévale de Mistra en Laconie dans le Péloponnèse en Grèce. 

## Histoire
Les quelques fresques de l'église laissent supposer une construction fin XIVe siècle ou début XVe siècle.
L'église n'a pas été transformée en mosquée pendant l'occupation turque.

## Description
Cette  église nécropole est en plan en croix, avec un narthex surmonté d'une galerie, à l'origine réservée aux femmes.

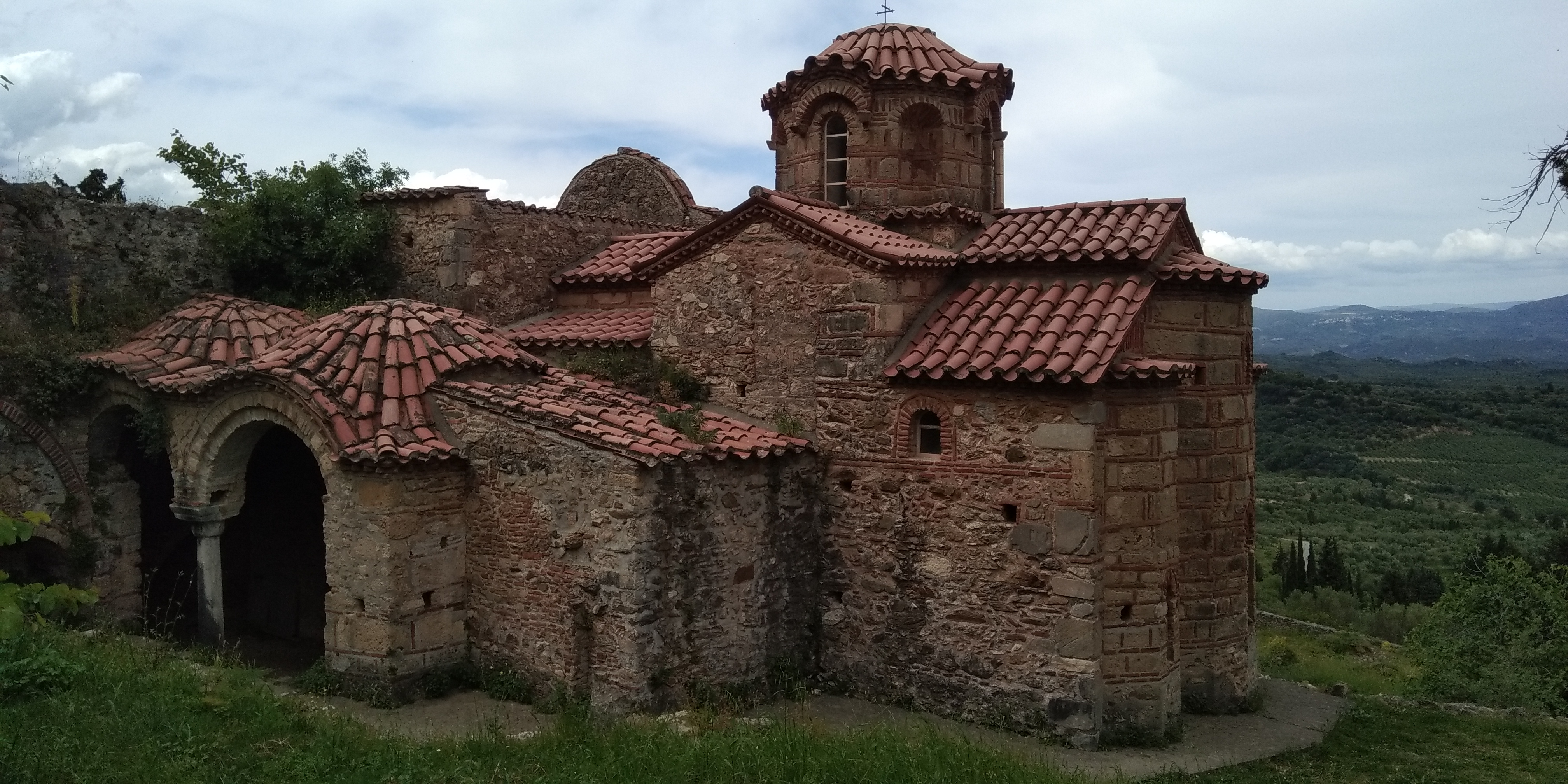
Vue de l'église coté sud